# Warrior Tour
Warrior Tour (El Tour Guerrero) es la segunda gira musical de la cantante y compositora estadounidense Kesha, hecha para promover su segundo álbum de estudio Warrior (álbum), de 2012. Recorrió, Norteamérica, Europa, Asia y Oceanía.
El tour se vio interrumpido a partir de noviembre del 2013,producto del ingreso de Kesha a un centro de rehabilitación, para tratar su bulimia nerviosa. El Warrior Tour vuelve a revestirse en enero del 2015 en Brasil Sudamérica, y continuara en los Estados Unidos hasta el 13 de junio en Los Ángeles,en el marco de conciertos de LA PRIDE, fecha que se estima,se dará por finalizado el tour para dar lugar a la promoción del nuevo CD de la cantante.

## Actos de Apertura
- Mike Posner
- Semi Precious Weapons

## Lista de canciones
| Norteamérica — Manga 1 |
| --- |
| 1. "Warrior" 2. "Crazy Kids" 3. "We R Who We R" 4. "Blow" (contains elements of the Cirkut Remix) 5. "Gold Trans Am" 6. "Dirty Love" 7. "Take It Off" 8. "C'Mon" 9. "Last Goodbye" (fechas seleccionadas) 10. "Machine Gun Love" 11. "Blah Blah Blah" 12. "Tik Tok" 13. "Your Love Is My Drug" Encore 1. "Die Young" |

| Europa |
| --- |
| 1. "Warrior" 2. "Crazy Kids" 3. "We R Who We R" 4. "Blow" (contains elements of the Cirkut Remix) 5. "Gold Trans Am" 6. "Dirty Love" 7. "Take It Off" 8. "Last Goodbye" (select dates) 9. "Love Into The Light" (fechas seleccionadas) 10. "Party at a Rich Dude's House" 11. "C'Mon" 12. "Supernatural" (fechas seleccionadas) 13. "Animal" 14. "Machine Gun Love" 15. "Blah Blah Blah" 16. "Your Love Is My Drug" 17. "Tik Tok" Encore 1. "Die Young" |

| Norteamérica — Manga 2 |
| --- |
| 1. "Warrior" 2. "Crazy Kids" 3. "We R Who We R" 4. "Blow" (contains elements of the Cirkut Remix) 5. "Gold Trans Am" 6. "Dirty Love" 7. "Take It Off" 8. "Machine Gun Love" 9. "Party at a Rich Dude's House" 10. "Animal" 11. "Supernatural" 12. "C'Mon" 13. "Blah Blah Blah" 14. "Your Love Is My Drug" 15. "Tik Tok" Encore 1. "Die Young" |

| Asia |
| --- |
| 1. "Warrior" 2. "Crazy Kids" 3. "We R Who We R" 4. "Blow" (contiene elementos de Cirkut Remix) 5. "Gold Trans Am" 6. "Only Wanna Dance With You" 7. "Thinking Of You" 8. "Dirty Love" 9. "Take It Off" 10. "Party at a Rich Dude's House" 11. "Backstabber"(fechas seleccionadas) 12. "Last Goodbye" (fechas seleccionadas) 13. "Machine Gun Love" 14. "Wherever You Are" (fechas seleccionadas) 15. "Animal" 16. "Supernatural" 17. "C'Mon" 18. "Blah Blah Blah" 19. "Your Love Is My Drug" 20. "Tik Tok" Encore 1. "Die Young" |

## Fechas del tour
| Norteamérica             |                  |                 |                                     |
| 23 de mayo de 2013       | Boston           | Estados Unidos  | Comcast Center                      |
| 25 de mayo de 2013       | Atlantic City    | Estados Unidos  | Golden Nugget Atlantic City         |
| 26 de mayo de 2013       | Atlantic City    | Estados Unidos  | Golden Nugget Atlantic City         |
| 31 de mayo de 2013       | Holmdel Township | Estados Unidos  | PNC Bank Arts Center                |
| 1 de junio de 2013       | Wantagh          | Estados Unidos  | Nikon at Jones Beach Theater        |
| 2 de junio de 2013       | Pittsburgh       | Estados Unidos  | First Niagara Pavilion              |
| 4 de junio de 2013       | Montreal         | Canadá          | Bell Centre                         |
| 5 de junio de 2013       | Toronto          | Canadá          | Molson Canadian Amphitheatre        |
| 7 de junio de 2013       | Detroit          | Estados Unidos  | The Palace of Auburn Hills          |
| 8 de junio de 2013       | Cincinnati       | Estados Unidos  | Horseshoe Casino Cincinnati         |
| 9 de junio de 2013       | Chicago          | Estados Unidos  | First Midwest Bank Amphitheatre     |
| 11 de junio de 2013      | Denver           | Estados Unidos  | Fiddler's Green Amphitheatre        |
| 14 de junio de 2013      | Mountain View    | Estados Unidos  | Shoreline Amphitheatre              |
| 15 de junio de 2013      | Las Vegas        | Estados Unidos  | Mandalay Bay Events Center          |
| 16 de junio de 2013      | San Diego        | Estados Unidos  | Sleep Train Amphitheatre            |
| 18 de junio de 2013      | Los Ángeles      | Estados Unidos  | Hollywood Bowl                      |
| 19 de junio de 2013      | Phoenix          | Estados Unidos  | Ak-Chin Pavilion                    |
| 20 de junio de 2013      | Albuquerque      | Estados Unidos  | Isleta Amphitheater                 |
| 22 de junio de 2013      | Houston          | Estados Unidos  | Cynthia Woods Mitchell Pavilion     |
| 23 de junio de 2013      | Dallas           | Estados Unidos  | Gexa Energy Pavilion                |
| 24 de junio de 2013      | San Antonio      | Estados Unidos  | AT&T Center                         |
| 27 de junio de 2013      | Atlanta          | Estados Unidos  | Aaron's Amphitheatre at Lakewood    |
| 28 de junio de 2013      | Tampa            | Estados Unidos  | Live Nation Amphitheatre            |
| 29 de junio de 2013      | Miami Beach      | Estados Unidos  | BleauLive at Fontainebleau          |
| Europa                   |                  |                 |                                     |
| 3 de julio de 2013       | Cork             | Irlanda         | The Docklands                       |
| 5 de julio de 2013       | Werchter         | Bélgica         | KluB C                              |
| 6 de julio de 2013       | Nibe             | Dinamarca       | Must Forest                         |
| 7 de julio de 2013       | Estocolmo        | Suecia          | Gröna Lund                          |
| 9 de julio de 2013       | Ámsterdam        | Países Bajos    | Paradiso                            |
| 10 de julio de 2013      | Luxemburgo       | Luxemburgo      | Den Atelier                         |
| 12 de julio de 2013      | Londres          | Reino Unido     | Queen Elizabeth Olympic Park        |
| 13 de julio de 2013      | Kinross          | Reino Unido     | Balado Park                         |
| 15 de julio de 2013      | Londres          | Reino Unido     | O2 Academy Brixton                  |
| 16 de julio de 2013      | París            | Francia         | Le Trianon                          |
| 18 de julio de 2013      | Praga            | República Checa | SaSaZu                              |
| 19 de julio de 2013      | Viena            | Austria         | Gasometer                           |
| Norteamérica             |                  |                 |                                     |
| 9 de agosto de 2013      | Windsor          | Canadá          | Caesars Casino Windsor              |
| 10 de agosto de 2013     | Bethlehem        | Estados Unidos  | Sands Steel Stage                   |
| 12 de agosto de 2013     | Vienna           | Estados Unidos  | Filene Center                       |
| 14 de agosto de 2013     | Raleigh          | Estados Unidos  | Red Hat Amphitheater                |
| 15 de agosto de 2013     | Charlotte        | Estados Unidos  | Time Warner Cable Music Pavilion    |
| 17 de agosto de 2013     | Springfield      | Estados Unidos  | Illinois State Fairgrounds          |
| 18 de agosto de 2013     | Lincoln          | Estados Unidos  | Pershing Center                     |
| 19 de agosto de 2013     | Minneapolis      | Estados Unidos  | Myth the Nightclub                  |
| 21 de agosto de 2013     | Milwaukee        | Estados Unidos  | Eagles Ballroom                     |
| 23 de agosto de 2013     | Uncasville       | Estados Unidos  | Mohegan Sun Arena                   |
| 24 de agosto de 2013     | Essex Junction   | Estados Unidos  | Champlain Valley Exposition         |
| 25 de agosto de 2013     | Canandaigua      | Estados Unidos  | Marvin Sands Performing Arts Center |
| 27 de agosto de 2013     | Columbus         | Estados Unidos  | LC Pavilion                         |
| 28 de agosto de 2013     | Portsmouth       | Estados Unidos  | nTelos Wireless Pavilion            |
| 30 de agosto de 2013     | Bangor           | Estados Unidos  | Darling's Waterfront Pavilion       |
| 31 de agosto de 2013     | Gilford          | Estados Unidos  | Bank of New Hampshire Pavilion      |
| 1 de septiembre de 2013  | Las Vegas        | Estados Unidos  | 1 Oak Mirage Las Vegas              |
| 7 de septiembre de 2013  | Pomona           | Estados Unidos  | Fairplex                            |
| 21 de septiembre de 2013 | Las Vegas        | Estados Unidos  | MGM Grand Garden Arena              |
| 25 de septiembre de 2013 | Kingston         | Estados Unidos  | Ryan Center                         |
| 27 de septiembre de 2013 | Baltimore        | Estados Unidos  | Pier Six Pavilion                   |
| 29 de septiembre de 2013 | Ithaca           | Estados Unidos  | Barton Hall                         |
| Asia                     |                  |                 |                                     |
| 22 de octubre de 2013    | Yakarta          | Indonesia       | Skenoo Exhibition Hall              |
| 24 de octubre de 2013    | Manila           | Filipinas       | Smart Araneta Coliseum              |
| 26 de octubre de 2013    | Kuala Lumpur     | Malasia         | Stadium Negara                      |
| Oceanía[cita requerida]  |                  |                 |                                     |
| 30 de octubre de 2013    | Brisbane         | Australia       | Brisbane Entertainment Centre       |
| 1 de noviembre de 2013   | Melbourne        | Australia       | Rod Laver Arena                     |
| 3 de noviembre de 2013   | Adelaide         | Australia       | Adelaide Entertainment Centre       |
| 5 de noviembre de 2013   | Perth            | Australia       | Perth Arena                         |
| 8 de noviembre de 2013   | Sídney           | Australia       | Allphones Arena                     |
| Asia                     |                  |                 |                                     |
| 12 de noviembre de 2013  | Tokio            | Japón           | Zepp Tokyo                          |
| 13 de noviembre de 2013  | Tokio            | Japón           | Zepp Tokyo                          |
| 15 de noviembre de 2013  | Osaka            | Japón           | Namba Hatch                         |
| 17 de noviembre de 2013  | Mumbai           | India           | Taj Mahal Palace                    |